# Harpacticus falklandi
Harpacticus falklandi is een eenoogkreeftjessoort uit de familie van de Harpacticidae. De wetenschappelijke naam van de soort is voor het eerst geldig gepubliceerd in 1914 door Scott T..